# Championnats du monde de cyclisme sur piste 1931
Navigation
Bruxelles 1930 Rome 1932
Les Championnats du monde de cyclisme sur piste 1931 ont eu lieu du 21 au 30 août à Copenhague au Danemark. Les compétitions se sont déroulées au vélodrome d'Ordrup dans la banlieue nord de Copenhague.

## Résultats

### Podiums professionnels
| Compétition | Or                          | Argent                 | Bronze                 |
| ----------- | --------------------------- | ---------------------- | ---------------------- |
| Vitesse     | Willy Falck Hansen Danemark | Lucien Michard France  | Jef Scherens Belgique  |
| Demi-fond   | Walter Sawall Allemagne     | Erich Möller Allemagne | Victor Linart Belgique |

### Podiums amateurs
| Compétition | Or                    | Argent                | Bronze                        |
| ----------- | --------------------- | --------------------- | ----------------------------- |
| Vitesse     | Helge Harder Danemark | Willy Gervin Danemark | Anker Meyer Andersen Danemark |

## Tableau des médailles
| Rang | Nation    | Or | Argent | Bronze | Total |
| ---- | --------- | -- | ------ | ------ | ----- |
| 1    | Danemark  | 2  | 1      | 1      | 4     |
| 2    | Allemagne | 1  | 1      | 0      | 2     |
| 3    | France    | 0  | 1      | 0      | 1     |
| 4    | Belgique  | 0  | 0      | 2      | 2     |

## Liste des engagés
D'après L'Auto, :
- Vitesse professionnels
  -  Allemagne : Mathias Engel, Peter Steffes, Lothar Ehmer (de)
  -  Australie : Robert Spears
  -  Belgique : Joseph Scherens, Jacques Arlet, Aloïs De Graeve, Prudent De Bruyne, Yves Van Massenhove, Jean Zauns[4]
  -  Danemark : Willy Falck Hansen, Henry Brask Andersen
  -  États-Unis : Serge Metteini
  -  France : Lucien Michard, Lucien Faucheux, Louis Gérardin
  -  Italie : Avanti Martinetti, Orlando Piani
  -  Pays-Bas. — Jacobus van Egmond
  -  Suisse : Ernest Kauffmann, Emil Richli

- Vitesse amateurs
  -  Allemagne : Hans Dash, Willi Frach, Heinz Vopel ;
  -  Autriche : Franz Dusika, August Schaffer
  -  Belgique : Auguste Godefroid;
  -  Danemark :  Helge Harder, Willy Gervin, Richard Knudsen, Anker Meyer Andersen
  -  France : Charles Rampelberg, Maurice Perrin, Roland Ulrich
  -  Royaume-Uni : Sydney Cozens, E.W. Higgins, Dennis Horn, John Sibbit ;
  -  Hongrie : Joseph Szütz, Imre Győrffy, Franz Pelvassy, Nikolaus Neyôrify
  -  Italie : Bruno Pellizzari, Nino Mozzo
  -  Irlande. — Bertie Donnelly (en)
  -  Norvège : Bert Evensen, Arnfin Mortensen, Haakon Sandtorp ;
  -  Iran : Mohamed Ali Assad-Bahador ;
  -  Pologne :  Henryk Szamota ;
  -  Suisse : Werner Walter;
  -  Tchécoslovaquie : Joseph Sidlo, Frantisek Haupt
  -  Yougoslavie : Stefan Rozman, Janko Oblak

- Demi-fond
  -  Belgique: Victor Linart, Emile Thollembeek, Adelin Benoît, Henri Winsdau[4]
  -  France : Georges Paillard, Charsmbeck,
  -  Italie : Jean Manera, Federico Gay
  -  Suisse : Hans Gilgen ;
  -  Allemagne : Erich Möller, Paul Krewer, Walter Sawall (remplaçant) ;
  -  Hongrie. : Johann Istenes, Adalbert Szekeres.